# Ngazargamu
13° 05′ N, 12° 22′ L
Ngazargamu, também chamada de Birni Ngazargamu, Birnin Gazargamu, Gazargamo ou N'gazargamu, foi a capital do Império Canem-Bornu desde a sua fundação por Ali I Gaji no século XV até a sua destruição nas jiades fulas no início do século XIX.
A cidade estava situada na bifurcação do rio Comadugu Gana e do Rio Iobe, perto da atual Geidam, 150 kilometres (93 mi) a oeste do Lago Chade, no estado de Yobe, na atual Nigéria. As ruínas da cidade ainda são visíveis. A muralha ao redor tem 6,6 kilometres (4,1 mi) de comprimento e em algumas partes ainda chega a 5 metres (16 ft) de altura.
A cidade tornou-se o principal centro de educação islâmica de Bornu sob Idris Alooma. :504
Em 1808, Gazargamo foi tomada pela jiades fulas. :259

## Etimologia
O primeiro segmento de N'gazargamu, que é N'gasar, indica que os primeiros residentes da área eram conhecidos como N'gasar ou N'gizim. O último segmento da palavra, gamu ou kumu, compartilha semelhanças com a parte inicial do nome Gwombe e pode significar (i) um líder ou monarca ou (ii) um espírito ancestral reverenciado.
Com base na pronúncia canúri, a grafia correta da cidade é Birni Gazargamu . As grafias N'gazargamu ou Birnin Gazargamu são provavelmente de origem hauçá .  (p20)

## História

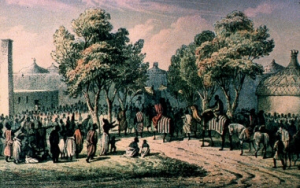
Ngazargamu no reinado de Ali I Gaji

No final do século XIV, a dinastia Sayfawa, que governou Império Canem por séculos, fugiu de sua capital, Anjimi, devido a uma guerra civil. Eles se estabeleceram em Bornu, uma província ao sul de Kanem. A guerra civil continuou durante grande parte do século XV até o reinado de Ali I Gaji, que conseguiu derrotar seus rivais e pôs fim à guerra. Ali Gaji então estabeleceu Birni Gazargamu, uma cidade fortificada que serviu como capital de Kanem-Bornu até o século XIX.
Pouco se sabe sobre a aparência física ou a população da cidade. A cidade era cercada por uma muralha circular com aproximadamente dois quilômetros de diâmetro, com o palácio de Mai, construído com tijolos vermelhos, ocupando seu centro. (p20)Uma descrição da cidade foi dada por Mallam Salih ibn Ishaku e traduzida por HR Palmer:
| “ | Em N'gazargamu [sic] havia seiscentas e sessenta estradas limpas e alargadas, chamadas Le. Sessenta dessas estradas eram bem conhecidas do Amir [Mai], pois ele as percorria, mas muitas delas eram desconhecidas do Amir, já que ele não as percorria e, portanto, não as conhecia... Havia quatro mesquitas de sexta-feira. Cada uma dessas mesquitas tinha um Imam para sexta-feira, que liderava a oração de sexta-feira com o povo. Em cada mesquita havia doze mil fiéis. | ” |

Gazargamu emergiu como um importante centro comercial na região do Sudão. No século XVII, os mercados da cidade atraíam caravanas de várias direções: Túnis, Trípoli e Cairo no norte; Tombuctu, Audagoste, Agadèz e Gao no oeste; e Cordofão e as regiões do Nilo no leste. Essas caravanas comerciais transportavam uma variedade de mercadorias, incluindo seda, tapetes, armas e livros do Oriente Médio; contas de papel e vidro de Veneza; produtos de couro, artigos de cobre e tabaco do Magrebe; e ouro e nozes de cola de Axânti no sul.